# Red Pryor
Leroy Pryor, detto Red (Chicago, 2 giugno 1926 – Chicago, 1º dicembre 2005), è stato un cestista statunitense, professionista nella NBL.

## Carriera
Giocò una stagione nella NBL, disputando 10 partite con 1,2 punti di media.